# علی‌آباد (فلارد)
علی‌آباد، روستایی در دهستان پروز بخش امامزاده حسن شهرستان فلارد در استان چهارمحال و بختیاری ایران است.

## جمعیت
بر پایه سرشماری عمومی نفوس و مسکن در سال ۱۳۹۵، جمعیت این روستا برابر با ۳۴ نفر (۱۰ خانوار) بوده‌است.